# The Shadow Box
The Shadow Box est une pièce de théâtre de Michael Cristofer créée en 1977 au Morosco Theatre de New York.

## Argument
La pièce se déroule sur 24 heures. Dans un hôpital, trois patients (Joe, Brian et Felicity) sont arrivés au bout de leur traitement et sont condamnés. Ils ont accepté de faire partie d'un programme psychologique pour lequel ils vivent dans des bungalows sur le terrain de l'hôpital. Leurs familles respectives les rejoignent.

## Distinctions
- Tony Awards 1977[1]
  - Tony Award de la meilleure pièce
  - Meilleure mise en scène pour une pièce pour Gordon Davidson
- Prix Pulitzer de l'œuvre théâtrale

## Adaptation en français
La pièce a été adaptée en français par Michel Dumont et Marc Grégoire sous le titre de Le Dernier Round, et jouée par la Compagnie Jean Duceppe de Montréal en 1983.

## Téléfilm
The Shadow Box  a été adapté en téléfilm par Paul Newman en 1980. L'Écrin de l'ombre a obtenu le Golden Globe du meilleur téléfilm l'année suivante.